# Тетерювя
Тетерювя (ест. Teterüvä), також Тетерова, Тетерьовя, Тетерева, Тетерова — село в Естонії, входить до складу волості Меремяе, повіту Вирумаа.